# Black Bolt
Black Bolt (echte naam Blackagar Boltagon) is een personage uit de strips van Marvel Comics. Hij is de koning van een speciaal ras van mensen genaamd de Inhumans. Black Bolt werd bedacht door Stan Lee en Jack Kirby en maakte zijn debuut in Fantastic Four vol. 1, #45.

## Biografie
Black Bolt is de zoon van Agon en Rynda. Net als alle andere Inhumans werd Black Bolt blootgesteld aan de Terrigen Mist terwijl hij nog een embryo was. Dit veroorzaakte zijn mutatie.
Als baby had hij reeds de gave om energie te manipuleren, en zo een quasi-sonische energie op te wekken via zijn stem. Om de gemeenschap te beschermen werd Black Bolt in een geluidsdichte kamer geplaatst, waar Agon zijn zoon leerde met zijn krachten om te gaan tot hij er klaar voor was om zich weer onder zijn soortgenoten te begeven. Tegen die tijd had Black Bolt echter gezworen nooit te zullen praten.
Al een maand na zijn vrijlating ontdekte Black Bolt zijn broer, Maximus, die een deal maakte met de Kree, het buitenaardse ras wiens experimenten de Inhumans schiepen. Black Bolt gebruikte zijn krachten om het vluchtende Kree schip te stoppen,maar liet dit schip per ongeluk neerstorten. Bij de crash kwamen enkele Inhumans, waaronder zijn ouders,om.
Ondanks zijn schuldgevoel accepteerde Black Bolt het leiderschap over de Inhumans. Samen met zijn neven en nichten, Medusa, Gorgon, Karnak, Triton en Crystal, vormde hij de koninklijke familie. Black Bolt trouwde uiteindelijk met Medusa en kreeg met haar een zoon genaamd Ahura.
Black Bolt maakte in zijn periode als leider een aantal significante beslissingen, zoals het verplaatsen van de Inhumanstad Attilan (van een eiland in de Atlantische oceaan naar de Himalaya) en zelfs een keer naar de ruimte. Ook bevrijdde hij de Alpha Primitives, de slaven van Attilan.
Hoewel de Inhumans in het geheim wensen te leven, zijn Black Bolt en andere leden van de koninklijke familie geregeld in contact gekomen met moderne superhelden. Zo hielp Black Bolt de Avengers in een gevecht met Kang the Conquerror versloeg de Sphinx; hielp Fantastic Four lid Thing in zijn gevecht met Graviton; en gaf de heldin Dazzler superkrachten zodat ze de Absorbing Man kon verslaan.
Black Bolt riep zelf ook een paar maal de hulp in van andere helden. Zoals in het gevecht met de robotische schurk Ultron
Toen de mutant Quicksilver een lading Terrigen kristallen stal van Attilan, probeerden Black Bolt en de rest van de koninklijke familie ze terug te stelen. De Amerikaanse overheid wilde de kristallen ook en viel de Inhumans aan. Black Bolt stuurde een waarschuwing naar de Verenigde Staten waarin hij drastische stappen aankondigde als de kristallen niet werden teruggegeven. Hiermee zonderden de Inhumans zich nog verder af.
Gedurende de Civil War bleef Black Bolt neutraal. Hoewel hij lid was van de geheime superheldengroep Illuminati, weigerde hij zich te registreren onder de nieuwe registratiewet.

## Krachten en vaardigheden
Black Bolts krachten zijn het resultaat van elektronmanipulatie. Het gedeelte van Black Bolts hersenen waarin het spreekvermogen zit, bevat een organisch mechanisme dat een nog onbekende soort deeltjes kan produceren dat reageert met elektronen. Via deze elektronenmanipulatie kan Black Bolt zijn lichaamsfysica vergroten, wat hem bovenmenselijke kracht, uithoudingsvermogen en lenigheid geeft. Hij kan al zijn kracht samenbundelen in een klap genaamd de “Master Blow”, die sterk genoeg is om zelfs Thing tegen te houden. Het gebruikmaken van deze Master Blow put Black Bolt echter enorm uit. Black Bolt kan tevens de elektronen gebruiken voor materie transformatie, energieprojectie en vliegen.
Black Bolts sterkste wapen is zijn stem. Zijn hypersonische schreeuw kan zelfs een planeet vernietigen. Eenmaal hoefde hij enkel te fluisteren om de Hulk tegen te houden. Vanwege het enorme gevaar dat zijn stemgeluid met zich meebrengt heeft Black Bolt zware mentale training ondergaan die voorkomt dat hij (ook onbewust) geluid maakt, zelfs in zijn slaap.

## Ultimate Black Bolt
In het Ultimate Marvel universum heeft Black Bolt dezelfde eigenschappen en beperkingen als zijn 616 versie. Hij maakte zijn debuut in Ultimate Fantastic Four vol. 1, Annual #1

## Andere media

### Marvel Cinematic Universe
Black Bolt / Blackagar Boltagon werd geïntroduceerd in het Marvel Cinematic Universe in de televisieserie Inhumans van ABC uit 2017. Hierin werd hij gespeeld door Anson Mount. Deze televisieserie werd al na het eerste seizoen geannuleerd. In 2022 verscheen een alternatieve versie van Black Bolt in Doctor Strange in the Multiverse of Madness als lid van de Illuminatie. In deze film wordt de rol opnieuw door Anson Mount gespeeld.

### Videospellen
Black Bolt is een NPC personage in het computerspel Marvel: Ultimate Alliance.

## Bron
The Official Handbook of the Marvel Universe vol.1